# Muxbalia monzoni
Muxbalia monzoni är en skalbaggsart som beskrevs av Giesbert och Chemsak 1993. Muxbalia monzoni ingår i släktet Muxbalia och familjen långhorningar.
Artens utbredningsområde är Guatemala. Inga underarter finns listade i Catalogue of Life.